# Наум Илиев
Наум Илиев, наричан Издеглавски, е български революционер, охридски войвода на Вътрешната македонска революционна организация.

## Биография
Роден е в 1874 година в охридското село Издеглаве, тогава в Османската империя, днес в Северна Македония. Влиза във ВМОРО и в 1902 година е четник при Тасе Христов, а по-късно при Деян Димитров. Участва в Илинденско-Преображенското въстание като войвода в Охридско.
След погрома на въстанието продължава революционната си дейност и е четник при Ванчо Сърбаков и Георги Сугарев. От есента на 1906 година е самостоятелен войвода в Гяваткол. През септември 1907 година е четник на Петър Чаулев в Охридско.
При избухването на Балканската война в 1912 година е доброволец в Македоно-одринското опълчение и служи в 3 рота на 6 охридска дружина. Ранен е в Междусъюзническата война на 8 юли 1913 година.